# Platystele dewildei
Platystele dewildei är en orkidéart som beskrevs av Carlyle August Luer och Rodrigo Escobar. Platystele dewildei ingår i släktet Platystele och familjen orkidéer. Inga underarter finns listade i Catalogue of Life.